# Niedergrafschaft Katzenelnbogen

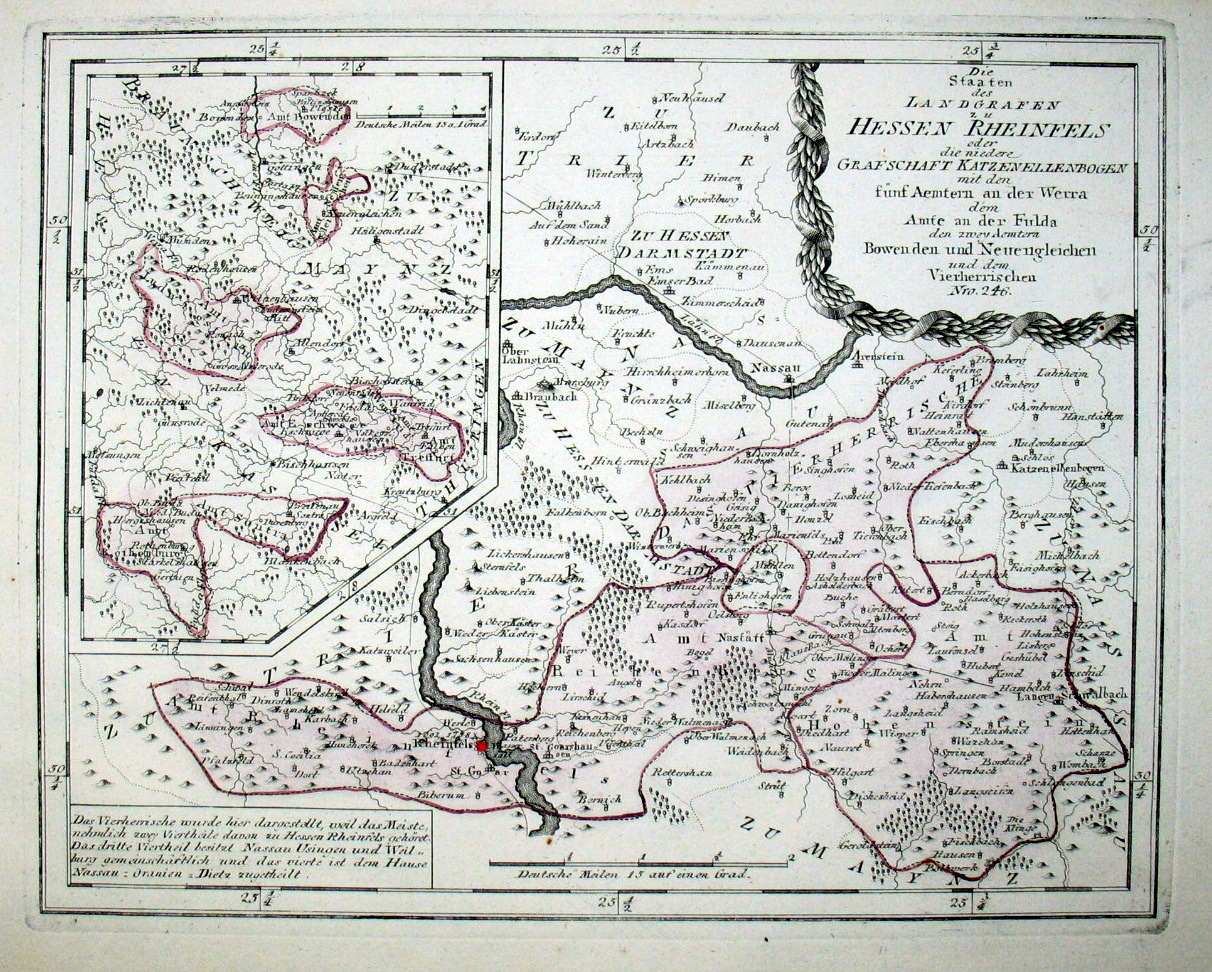
Reilly, Karte der Niederen Grafschaft Katzenelnbogen, 1794

Als Niedergrafschaft Katzenelnbogen (auch „Untergrafschaft Katzenelnbogen“) wird derjenige Teil der Grafschaft Katzenelnbogen bezeichnet, der, geographisch abgegrenzt von der Obergrafschaft Katzenelnbogen, südlich der Lahn im Taunus und zum kleineren Teil linksrheinisch im Hunsrück lag.

## Geschichte

### Grafen von Katzenelnbogen

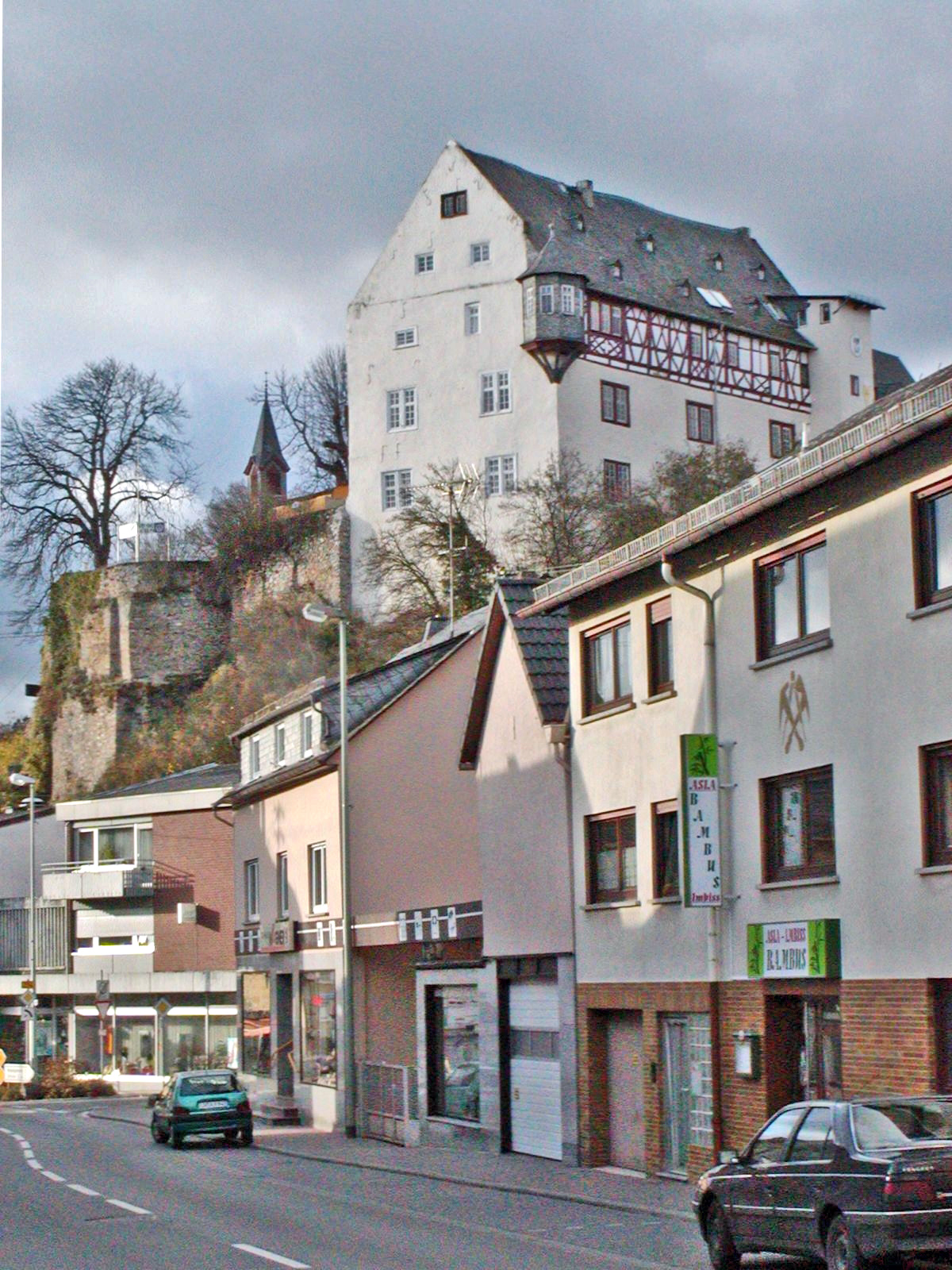
Burg Katzenelnbogen

Die Herren von Katzenelnbogen, deren namensgebender Stammsitz, die Burg Katzenelnbogen, im Gebiet der Niedergrafschaft lag, gewannen durch Lehen, Erbschaft, Heirat und Kauf immer mehr Einfluss südlich des Mains, in der später so genannten Obergrafschaft. 1138 wurde Heinrich II. von Katzenelnbogen von König Konrad III. zum Grafen erhoben und begründete das Grafengeschlecht.
1260 fand eine Teilung der Grafschaft zwischen den Brüdern Diether V. und Eberhard I. statt. Diether V. wurde Begründer der Älteren Linie und hatte seinen Besitz mehrheitlich in der Niedergrafschaft; Eberhard I. wurde Begründer der Jüngeren Linie und hatte seinen Besitz in der Obergrafschaft.
1402 wurden durch den Tod von Eberhard V. aus der „Älteren Linie“ und der bereits 1385 erfolgten Heirat seiner Tochter Anna mit Johann IV. aus der „Jüngeren Linie“ die Ober- und Niedergrafschaft wieder in einer Hand vereint.

### Landgrafen von Hessen
1479 starb das Grafengeschlecht von Katzenelnbogen mit Philipp I., Sohn Johanns IV., in der männlichen Linie aus, und die Grafschaft fiel als Erbe an dessen Tochter Anna und ihren Gemahl, den Landgrafen Heinrich III. von Hessen.
Bei der Teilung von 1567 im Hause Hessen fiel die Niedergrafschaft Katzenelnbogen an den dritten überlebenden Sohn des Landgrafen Philipp des Großmütigen, Philipp II. Dieser starb aber schon 1583 ohne Nachkommen, und so nahm sein jüngerer Bruder, Landgraf Georg I. von Hessen-Darmstadt dessen Erbteil in Besitz. Dabei blieb es bis zum Westfälischen Frieden von 1648, infolge dessen die Niedergrafschaft an Hessen-Kassel überging. Davon ausgenommen waren das Amt Braubach und das Kirchspiel Katzenelnbogen, die bei Hessen-Darmstadt blieben.
Schon im Dezember 1648 einigte sich die regierende Linie Hessen-Kassel mit ihrer Nebenlinie Hessen-Rotenburg darauf, dass unter anderem die Niedergrafschaft Katzenelnbogen als Anteil von Hessen-Rotenburg an den Erwerbungen Hessen-Kassels im Rahmen des Westfälischen Friedens übertragen wurde, unter Vorbehalt der Landeshoheit Hessen-Kassels. Gerne nannte sich die Linie Hessen-Rotenburg seither selbst Hessen-Rheinfels.

### Nach der Französischen Revolution
Die linksrheinischen Teile der Niedergrafschaft wurden nach dem Frieden von Lunéville 1801 von Frankreich annektiert, und aus dem rechtsrheinischen Gebiet schuf Napoleon 1806 das Pays réservé de Catzenellenbogen. Dabei blieb es bis zum Wiener Kongress (1815), bei dem Victor Amadeus, der letzte Landgraf von Hessen-Rotenburg, seine Rechte auf die Niedergrafschaft Katzenelnbogen gegen anderweitigen Mediatbesitz in Preußen (Fürstentum Corvey und Herzogtum Ratibor) vertauschte.
Die zur Niedergrafschaft Katzenelnbogen gehörigen Territorien wurden am 17. Oktober 1816 zwischen dem Herzogtum Nassau (rechtsrheinische Gebiete) und dem Königreich Preußen (linksrheinischer Teil) verteilt. Ohne weitere Rücksichtnahme auf die alten Grenzen entstanden völlig neue Verwaltungsstrukturen; namentlich wurden in Nassau durch Landesherrliches Edict vom 17. Dezember 1816 die Ämter Langen-Schwalbach, Nastätten und St. Goarshausen geschaffen, die mit dem Jahreswechsel die Arbeit aufnehmen sollten.

## Territorium
Die Niedere Grafschaft Katzenelnbogen, welche im Jahre 1805 einen Umfang von 6 Quadratmeilen mit 19.187 Einwohnern und 95.600 Gulden Einkünften hatte, bestand aus folgenden Ämtern und Orten:
- Amt Rheinfels – benannt nach der Burg Rheinfels oberhalb St. Goar, der Stadt Sankt Goar, Sankt Goarshausen und der Burg Katz.
- Amt Reichenberg – mit dem Schloss Reichenberg und den Orten Reichenberg, Talreichenberg und Nastätten.
- Amt Hohenstein – mit Burg Hohenstein, Langenschwalbach, Gronau, sowie dem „Geroldsteiner Lehn“ (Ober- und Nieder-Fischbach etc.)
- Amt Pfalzfeld – mit Pfalzfeld und einigen benachbarten Dörfern auf dem Hunsrück.
- Hälftiger Anteil am „Vierherrischen“ auf dem Einrich, ein Kondominium über neun Kirchspiele, das erst im Jahre 1774 durch proportionale Verteilung der Ortschaften nach Seelen und Steuerertrag aufgehoben wurde. Damals entfielen auf den katzenelnbogischen Anteil u. a. die Dörfer Kördorf, Herold, Ergeshausen, Ober- und Niederbachheim, Kehlbach, Winterwerb, Langschied, Mappershain, Lautert, Rettershain, Bettendorf, Grebenroth, Egenroth, Martenroth, Obertiefenbach und Buch.

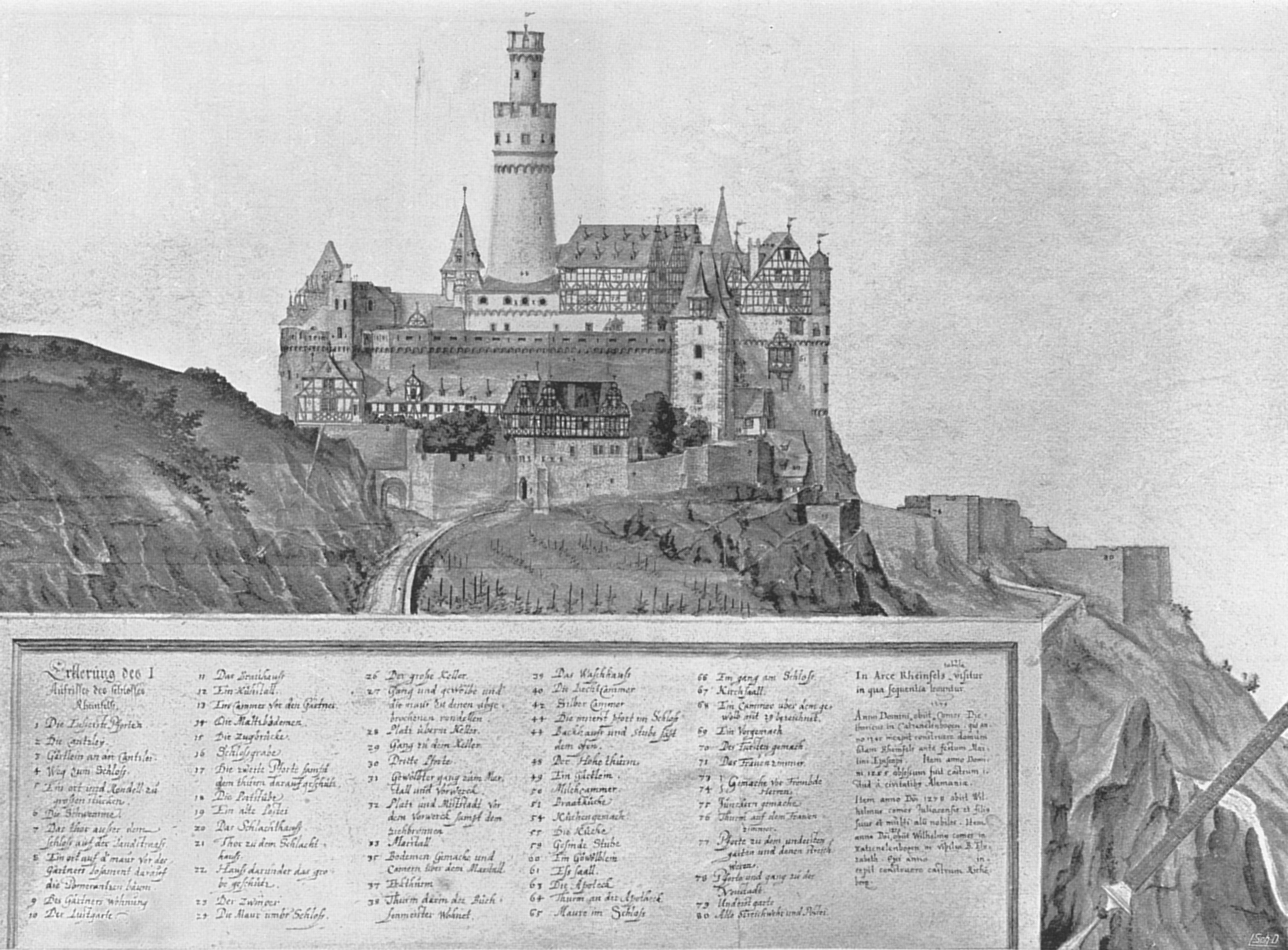
Burg Rheinfels (1607)
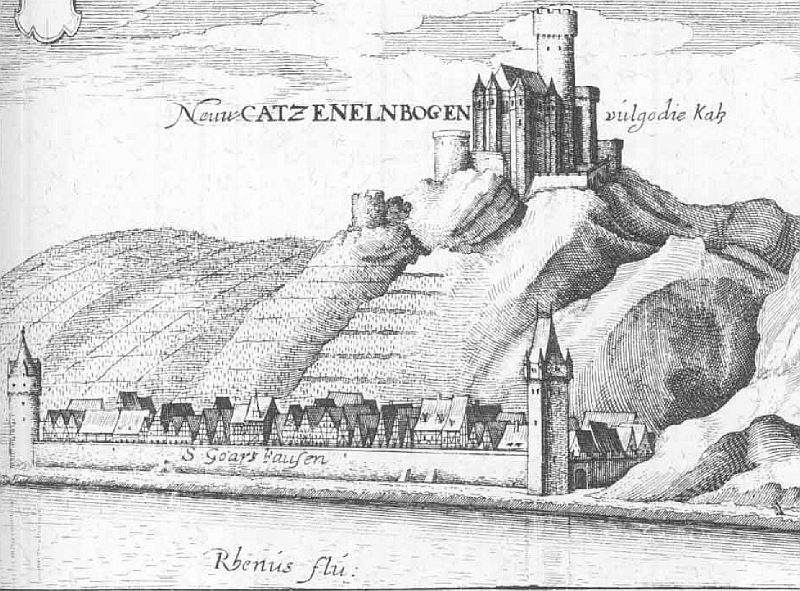
Burg Katz über Sankt Goarshausen (1655)
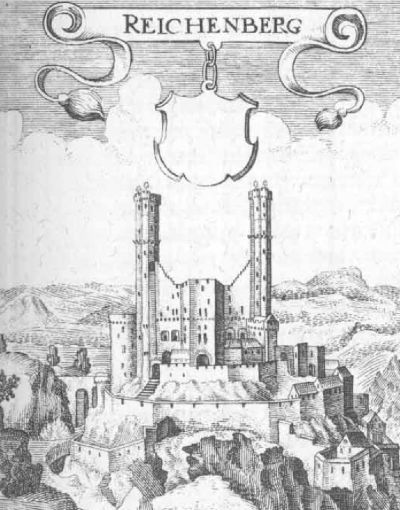
Burg Reichenberg (1655)
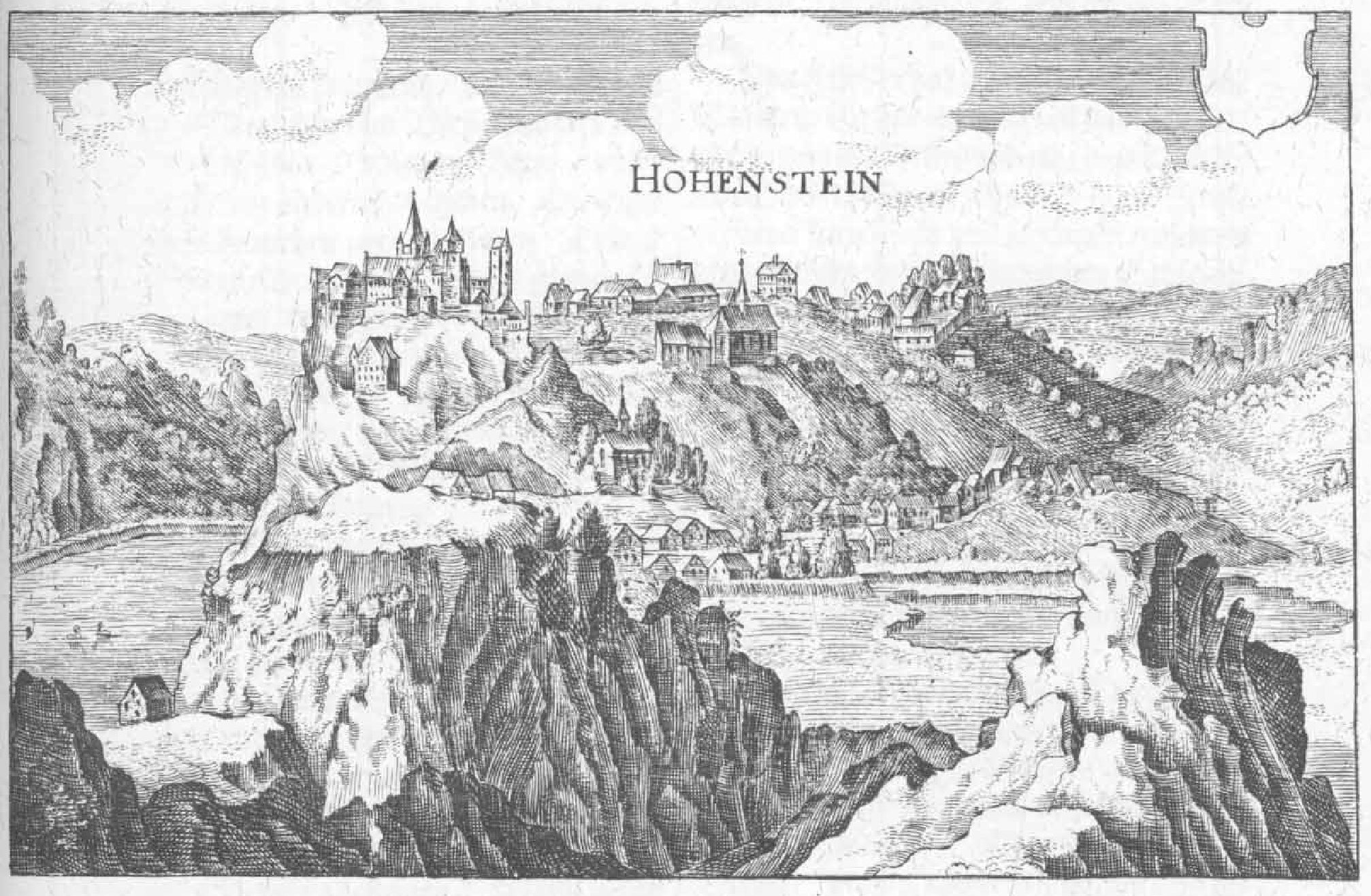
Burg Hohenstein (Taunus) (1655)
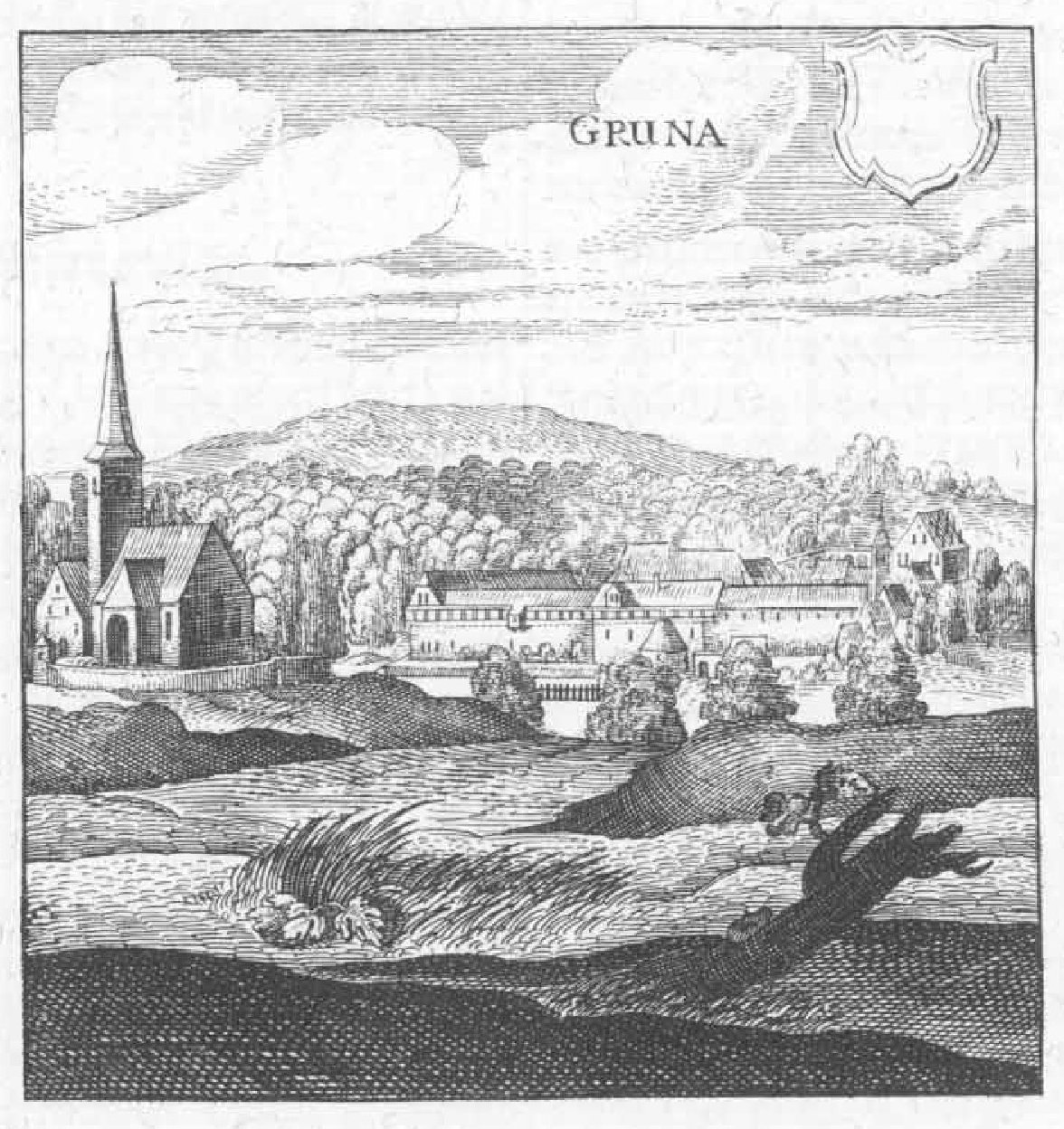
Kloster Gronau (1655)
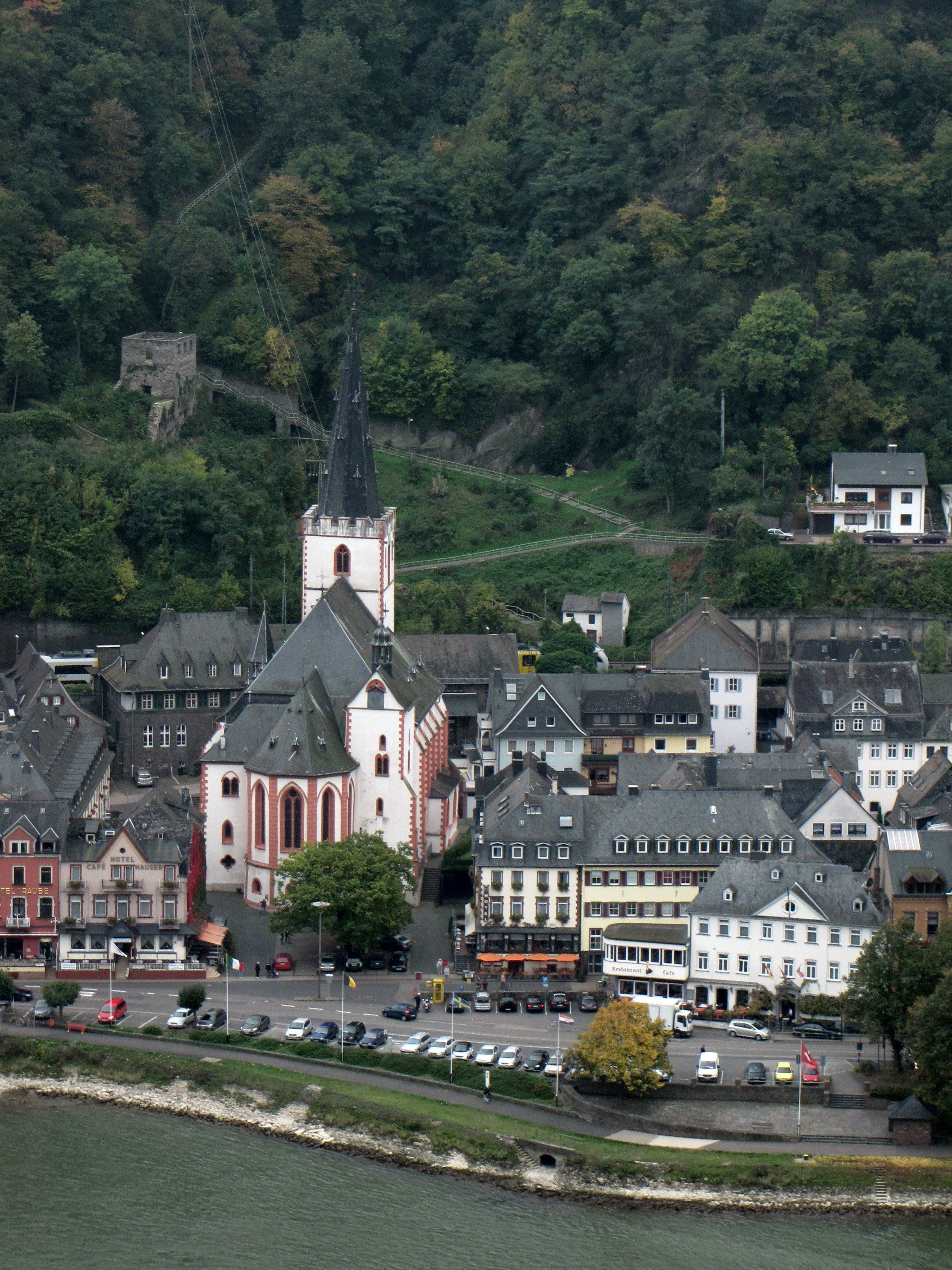
Chorherrenstift St. Goar